# Демченко Анастасія Іванівна
Анастасія Іванівна Демченко (1927 — ?) — українська радянська діячка, свинарка колгоспу «Авангард» Пирятинського району Полтавської області. Депутат Верховної Ради УРСР 7-9-го скликань.

## Біографія
Освіта неповна середня.
З 1943 р. — колгоспниця, свинарка колгоспу «Авангард» міста Пирятина Пирятинського району Полтавської області.

## Нагороди
- ордени
- медалі